# 内森·赖斯
内森·赖斯（英語：Nathan Rice，1979年6月7日—），澳大利亚男子草地滚球运动员。他曾代表澳大利亚参加2006年、2014年和2018年英联邦运动会草地滚球比赛，共获得二枚银牌和二枚铜牌。